# Crkva Svih Svetih u Gornjem Humcu
Crkva Svih Svetih u selu Gornjem Humcu, općina Pučišća.

## Opis
Crkva Svih Svetih iz 13. st. pripadala je srednjovjekovnim naseljima Mošuje i Dubravice koja su nestala nakon haranja kuge u 15. i 16. stoljeću. Jednobrodna crkva s pačetvorinastom apsidom smještena je sred groblja s pravilnim rasterom grobova pokrivenim monolitnim nadgrobnim pločama. Vanjština crkve je građena lomljenim kamnom, a krov je pokriven kamenim pločama. Nad ulaznim vratima je rustični kameni nadvoj s natpisom Ecclesia Omnium Sanctorum i križem na sredini. Vrh pročelja ističe se široka romanička preslica s lučnim otvorom. Bočni zidovi artikulirani su s tri niše u tradiciji predromaničkih crkvica, a građevina je presvođena bačvastim svodom.
Uz crkvu je groblje.

## Zaštita
Pod oznakom Z-4682 zavedena je kao nepokretno kulturno dobro - pojedinačno, pravna statusa zaštićena kulturnog dobra, klasificirano kao "sakralna graditeljska baština".